# Gelaohui
Gelaohui (chinesisch 哥老會 / 哥老会, Pinyin Gēlǎohuì, W.-G. Ko-lao Hui – „Gesellschaft der älteren Brüder“) war eine Geheimgesellschaft die bereits seit dem Beginn der Qing-Dynastie in China existierte. Die Gelaohui organisierte immer wieder Aufstände gegen die Mandschuherrschaft der Qing und beteiligte sich an der republikanischen Revolution von 1911.
Im Zuge der Einheitsfrontpolitik der KPCh gegen die japanische Invasion in China gab es 1936 einen Appell der Zentralen Sowjetregierung an die Gelaohui.

## Bekannte Mitglieder der Gelaohui
- Zhu De 朱德 1886–1976
- Liu Zhidan 劉志丹 1903–1936
- Xie Zichang 谢子长 1896–1935